# Prüllhof

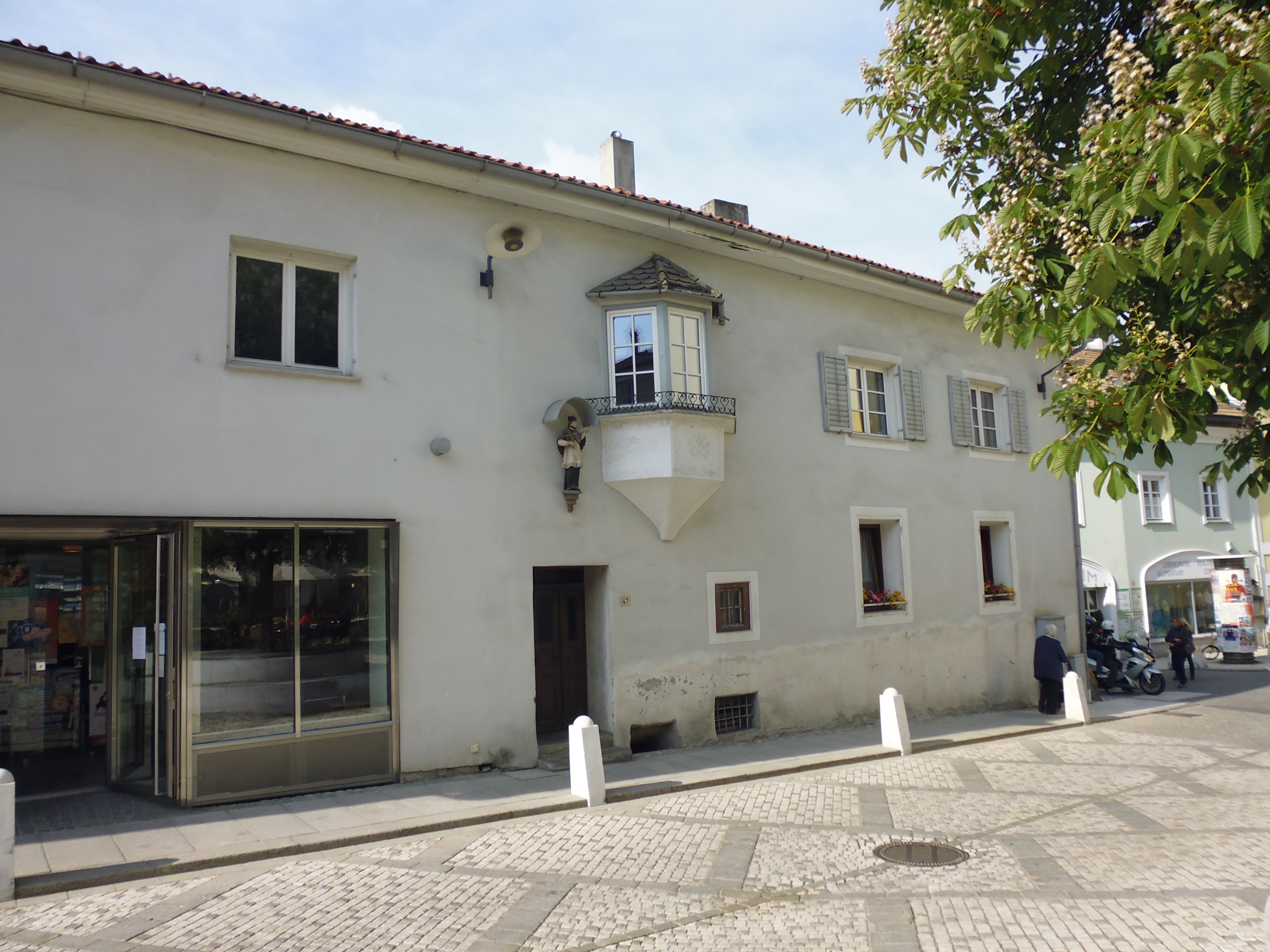
Platter (Vinschgaustr. 47 Laas)

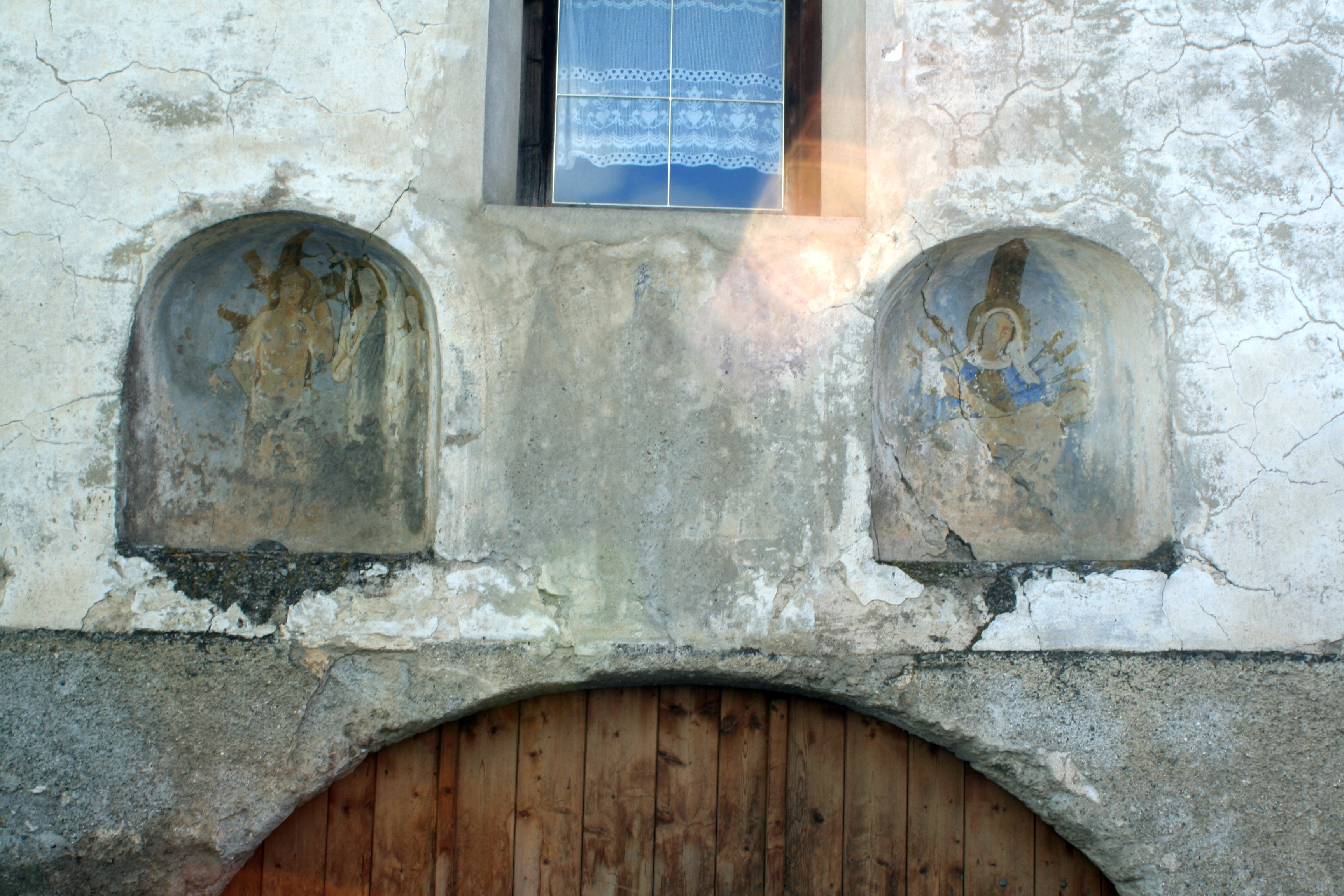
Gschtumserander (Schneidergasse 5 Laas)

Der sogenannte Prüllhof ist ein dreieckiges Bauwerksensemble in der Gemeinde Laas im Vinschgau in Südtirol.
Es handelte sich ursprünglich um das „Platterhaus“ (heute Vinschgaustraße 47) dessen westliche Begrenzung die Schneidergasse bildet. Rechtwinklig in die Schneidergasse angebaut und mit der Tinzlgasse im Süden abschließend befindet sich der sogenannte Hof „Ban Gschtumserander“ mit der eigenen postalischen Anschrift Schneidergasse 5. Die beiden Bauwerke haben bereits vor dem großen Dorfbrand von 1862 bestanden und wurden nach der Zerstörung wieder aufgebaut. An den Stall und Stadl des Platter entlang der Vinschgaustraße in östlicher Richtung wurde dann 1862 der Gasthof Hirschen angebaut, der mit der Tinzlgasse abschließt. (Die Tinzlgasse führt also schräg von der Schneidergasse in die Vinschgaustraße und bildet die Grenze des Komplexes nach Süden und Osten.)  
Im Platterhaus mit seinem bemerkenswerten Erker befindet sich ein Durchgang, der von der Vischgaustraße zum Gschtumserander führt. Hier befinden sich an der Ostseite zugemauerte, aber gut erkennbare Fensteröffnungen, die wahrscheinlich romanischen Ursprungs sind. Eventuell gilt das auch für die Hofmauer entlang der Tinzlgasse mit dem zugemauerten Hoftor. Beides lässt auf einen herrschaftlichen Ansitz aus dem Mittelalter schließen. An der südwestlichen Ecke des Hauses befindet sich ein auffallender Erker und über dem Bogeneingang zwei Nischen mit Darstellungen des Hl. Sebastian und der Maria mit den sieben Schmerzen. Dazwischen, auf die Hauswand gemalt, der Hl. Florian. Alle Abbildungen sind in einem schlechten Zustand. Es dient heute Wohnzwecken. 
Im Platterhaus, mit seinem Erker zur Vinschgaustraße und der Heiligenfigur über dem Hauseingang befinden sich Wohnungen und ein Ladenlokal, das bereits vor 1920 dort beheimatet war („Grödner Laden“ – später „Ban Gröner“) und bis 1964 eine Schneiderei. Außerdem wurde dort von 1920 bis 1938 im Nebenerwerb ein Friseurgeschäft betrieben. 
Der zum Komplex gehörende vormalige „Gasthof Hirschen“ steht auf der Ecke Vinschgaustraße – Tinzlgasse und bildet die Spitze des Dreiecks. Hierhin wurde nach dem Neubau die Ochsenwirtsgerechtsame übertragen, nachdem der vormalige Ochsenwirt in der Vinschgaustraße 45 nach dem Dorfbrand nach hier verlegt worden war. Erbaut wurde das Haus von Anton Tafatscher und Dr. Johann Tinzl, der im obersten Stockwerk ein Ambulatorium mit Hausapotheke eingerichtet hatte. Im Gasthof zum Hirschen befanden sich die Poststation und zum Ende des 19. Jahrhunderts Treffpunkt und Versammlungsort des Deutschen und Österreichischen Alpenvereins. Hier fanden die Verhandlungen mit der Gemeinde Laas zum Bau der Troppauer Hütte auf der Oberen Laaser Alm und 1905 Planungsgespräche zum Bau der Vinschgaubahn statt. Die Gastwirtschaft wurde inzwischen aufgegeben, in den Räumlichkeiten befindet sich ein Ladenlokal.